# 자미아티 이슬라미
자미아티 이슬라미(페르시아어: جمعیت اسلامی افغانستان)는 아프가니스탄의 정당이다. 정당의 구성원들은 주로 타지크인으로 북부 아프가니스탄에 거주한다. 당은 공동체주의 사상에 기반한 샤리아 법체계를 근간으로 한다. 소련–아프가니스탄 전쟁 동안 무자헤딘으로 싸운 파벌이 주류이다. 부르하누딘 라바니 전 아프간 대통령이 창당했다.

## 같이 보기
- 이슬람 민주주의 정당 목록